# Subproducto
Un subproducto es un producto secundario y, a veces, inesperado. También se llama subproducto al residuo de un proceso al que se le puede sacar una segunda utilidad. No es un desecho porque no se lo elimina sino que se lo usa para otro proceso.
Es ventajoso encontrar una utilidad para los desechos y convertirlos en  subproductos reaprovechables de algún modo. Así, en vez de pagar el costo de eliminar el desecho, se crea la posibilidad de obtener un beneficio.
Además de la ventaja económica está la ventaja ambiental de reducir o eliminar los residuos que en otro caso recibiría el entorno.

## En economía
En el contexto de la producción, un subproducto es el "resultado de un proceso de producción conjunto que es menor en cantidad y/o valor neto de realización (VRN) en comparación con los productos principales". Debido a que se considera que no tienen influencia en los resultados financieros informados, los subproductos no reciben asignaciones de costos conjuntos. Los subproductos tampoco se inventarian, por convención, pero el VRN de los subproductos se reconoce normalmente como "otros ingresos", o como una reducción de los costos de procesamiento de la producción conjunta cuando se produce el subproducto.La Agencia Internacional de la Energía (AIE) define los subproductos en el contexto de la evaluación del ciclo de vida definiendo cuatro tipos de productos diferentes: "productos principales, coproductos (que implican ingresos similares al producto principal), subproductos (que dan lugar a ingresos más pequeños) y productos de desecho (que proporcionan pocos o ningún ingreso)".

## En química
Mientras que algunos químicos tratan "subproducto" y "producto secundario" como sinónimos en el sentido anterior de un producto secundario genérico, otros consideran útil distinguir entre los dos. Cuando se distinguen los dos términos, se utiliza "subproducto" para referirse a un producto que no se desea pero que inevitablemente resulta de fragmentos moleculares de materiales de partida y/o reactivos que no se incorporan al producto deseado, como consecuencia de la conservación de la masa. Por el contrario, el término "producto secundario" se utiliza para referirse a un producto que se forma a partir de un proceso competitivo que, en principio, podría suprimirse mediante una optimización de las condiciones de reacción.

## Subproductos comunes
- bagazo y melaza de la producción de azúcar
- salvado y germen de molienda de harina
- Suero de leche procedente de la producción de mantequilla o queso
- Granos de destilería procedentes de la producción de etanol
- Cenizas volantes y cenizas de fondo procedentes de la combustión de carbón
- glicerol procedente de la producción de jabón o biodiésel
- Lanolina procedente del procesamiento de la lana
- Posos de vino procedentes de la fermentación del vino
- Orujo de la producción de zumo de frutas o aceite de oliva
- aserrín de la producción de madera
- Escorias de mineral de fundición
- Paja de la cosecha de cereales
- Trub de la fermentación de la cerveza
- vinaza de la producción de azúcar o etanol